# 梅迪奥纳
梅迪奥纳，是西班牙加泰罗尼亚巴塞罗那省的一个市镇，距离巴塞罗那66公里。总面积48平方公里，总人口1503人（2001年），人口密度31人/平方公里。当地经济以农业为主。